# Скороход Максим Сергійович
Максим Сергійович Скороход (нар. 25 березня 2005, Бобринець, Кіровоградська область, Україна) — український футболіст, лівий півзахисник петрівського «Інгульця».

## Життєпис
Народився в місті Бобринець Кіровоградської області. Вихованець академії кропивницької «Зірки». У ДЮФЛУ з 2018 по 2022 рік виступав за «Зірку» та львівські «УФК-Карпати».
Наприкінці серпня 2022 року переведений до резервної команди «Карпат». На дорослому рівні дебютував 2 серпня 2023 року в програному (1:2) виїзному поєдинку 2-го раунду кубку України проти франківського «Прикарпаття». Максим вийшов на поле в стартовому складі, а на 46-й хвилині його замінив Олександр Фетько. Цей матч виявився єдиним за першу команду «Карпат». За резервну команду дебютував 7 серпня 2023 року в переможному (5:0) виїзному поєдинку 1-го туру Другої ліги України проти львівського «Руху-2». Скороход вийшов на поле в стартовому складі, а на 75-й хвилині його замінив Олександр Абрамчук. Першим голом на професійному рівні відзначився 18 вересня 2023 року на 38-й хвилині переможного (3:1) домашнього поєдинку 8-го туру Другої ліги України проти запорізького «Металурга-2». Максим вийшов на поле в стартовому складі та відіграв увесь матч. У сезоні 2023/24 років відзначився 4-ма голами у 18-ти поєдинках за «Карпати-2».
У середині жовтня 2024 року відправився на перегляд до «Інгульця», за результатами якого підписав з клубом контракт. У футболці петрівського клубу дебютував 23 листопада 2024 року в програному (0:6) виїзному поєдинку 14-го туру Прем'єр-ліги України проти донецького «Шахтаря». Скороход вийшов на поле на 85-й хвилині замість Володимира Білоцерковця.